# Cruzador desprotegido

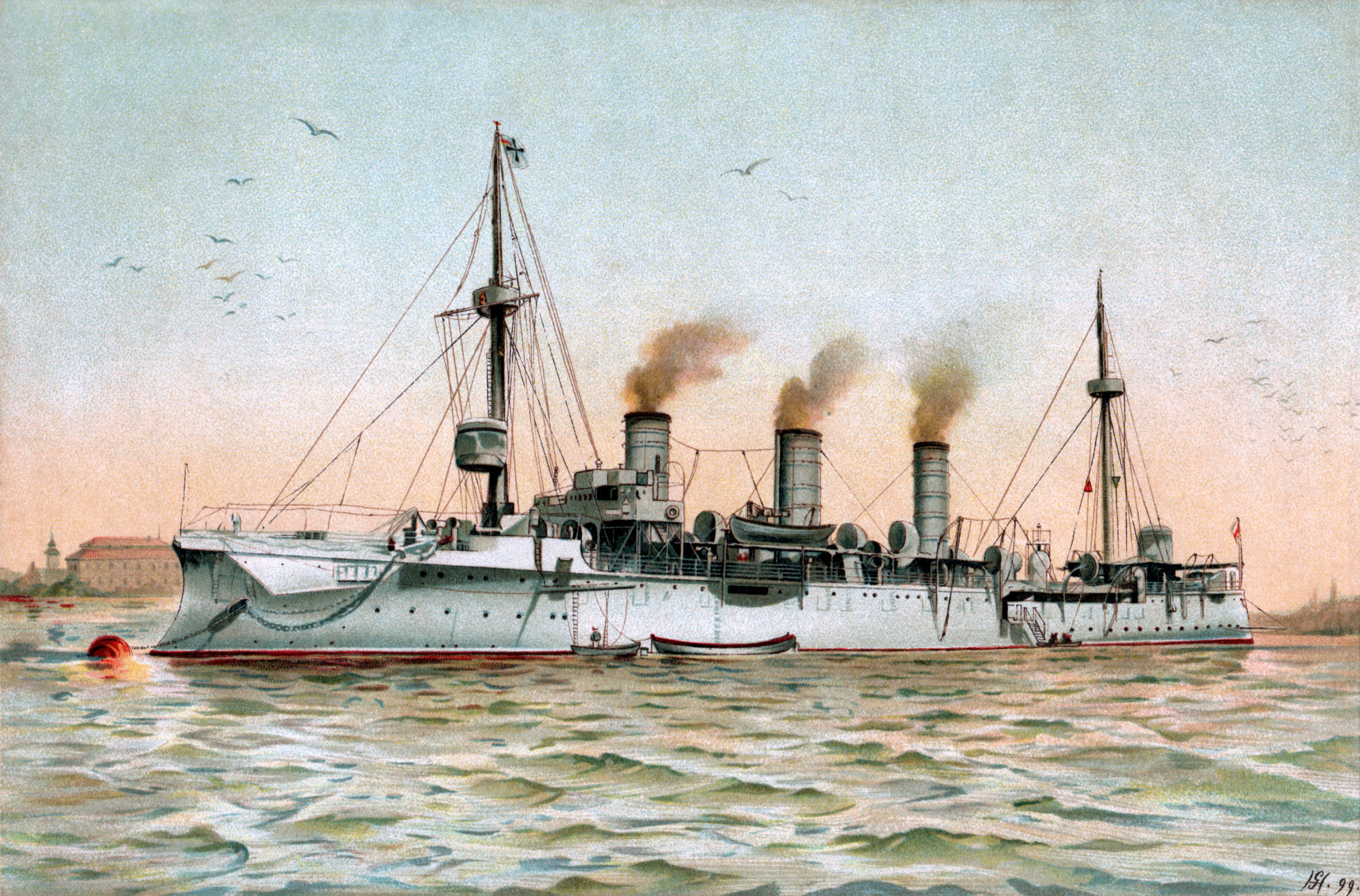
era um cruzador desprotegido que tinha um convés de proteção fino; serviu na Marinha Imperial Alemã entre 1895 e 1919.

Um cruzador desprotegido foi um tipo de navio de guerra naval em uso durante o início da década de 1870 vitoriana ou era pré-dreadnought (cerca de 1880 a 1905). O nome foi feito para distinguir esses navios de "cruzadores protegidos", que se tornaram aceitos na década de 1880. Um cruzador protegido não tinha armadura lateral em seu casco como um encouraçado ou "cruzador blindado", mas tinha apenas um convés blindado curvo construído dentro do navio - como um casco de tartaruga interno - que impedia que o fogo inimigo penetrasse através do navio nas áreas mais críticas, como máquinas, caldeiras e armazenamento de munição. Um cruzador desprotegido não tinha sequer esse nível de proteção interna. As definições tinham algumas áreas cinzentas, porque navios individuais podiam ser construídos com um convés de proteção que não cobria mais do que uma pequena área do navio, ou era tão fino que era de pouco valor. O mesmo acontecia com a armadura lateral em alguns cruzadores blindados. Um cruzador desprotegido era geralmente mais barato e menos eficaz do que um cruzador protegido, enquanto um cruzador protegido era geralmente mais barato e menos eficaz do que um cruzador blindado, com algumas exceções em cada caso.

## Declínio
Todos esses termos desapareceram de uso porque o design desses navios se tornou obsoleto. Na Primeira Guerra Mundial, não havia necessidade de produzir cruzadores desprotegidos, uma vez que os cruzadores leves rápidos podiam receber não apenas convés de proteção, mas armaduras laterais (durante a era pré-dreadnought, a armadura eficaz podia ser tornada mais fina com menos peso devido aos avanços na tecnologia de siderurgia). A diferença de velocidade e poder de fogo entre até mesmo um pequeno cruzador leve e uma canhoneira tornou essas categorias permanentemente distintas. A tecnologia sem fio eliminou os papéis de transporte de mensagens, e as naves de torpedos especializadas foram feitas muito mais leves e rápidas (contratorpedeiros). Quando termos descartados como "saveiro", "fragata" e "corveta" foram usados novamente, foi para pequenas embarcações de escolta de comboios antissubmarinos.